# Chặng đua MotoGP Qatar 2021
Chặng đua MotoGP Qatar 2021 (tên chính thức 2021 Barwa Grand Prix of Qatar) là chặng đua đầu tiên của mùa giải MotoGP 2021. Chặng đua được tổ chức ở trường đua Losail International Circuit từ ngày 26 đến 28 tháng 03 năm 2021. Người chiến thắng là Maverick Vinales của đội đua Yamaha.

## Diễn biến chính
Tay đua giành được vị trí xuất phát đầu tiên là Francesco Bagnaia.
Sau pha xuất phát Maverick Vinales tụt từ vị trí thứ 3 xuống vị trí thứ 6. Đến vòng 15 thì Vinales vượt lên vị trí dẫn đầu và giữ được nó cho đến khi cán đích. Về nhì và ba là các tay đua sử dụng xe Ducati là Johann Zarco và Francesco Bagnaia sau khi chiến thắng đương kim vô địch Joan Mir trong cuộc đua tốc độ ở đoạn thẳng cuối cùng.
Sau chặng đua, Vinales là người dẫn đầu BXH tay đua với 25 điểm.

## Kết quả
| Stt.                        | Số xe. | Tay đua           | Xe      | Lap | Thời gian | Xuất phát | Điểm |
| --------------------------- | ------ | ----------------- | ------- | --- | --------- | --------- | ---- |
| 1                           | 12     | Maverick Viñales  | Yamaha  | 22  | 42:28.663 | 3         | 25   |
| 2                           | 5      | Johann Zarco      | Ducati  | 22  | +1.092    | 6         | 20   |
| 3                           | 63     | Francesco Bagnaia | Ducati  | 22  | +1.129    | 1         | 16   |
| 4                           | 36     | Joan Mir          | Suzuki  | 22  | +1.222    | 10        | 13   |
| 5                           | 20     | Fabio Quartararo  | Yamaha  | 22  | +3.030    | 2         | 11   |
| 6                           | 42     | Álex Rins         | Suzuki  | 22  | +3.357    | 9         | 10   |
| 7                           | 41     | Aleix Espargaró   | Aprilia | 22  | +5.934    | 8         | 9    |
| 8                           | 44     | Pol Espargaró     | Honda   | 22  | +5.990    | 12        | 8    |
| 9                           | 43     | Jack Miller       | Ducati  | 22  | +7.058    | 5         | 7    |
| 10                          | 23     | Enea Bastianini   | Ducati  | 22  | +9.288    | 13        | 6    |
| 11                          | 6      | Stefan Bradl      | Honda   | 22  | +10.299   | 17        | 5    |
| 12                          | 46     | Valentino Rossi   | Yamaha  | 22  | +10.742   | 4         | 4    |
| 13                          | 88     | Miguel Oliveira   | KTM     | 22  | +11.457   | 15        | 3    |
| 14                          | 33     | Brad Binder       | KTM     | 22  | +14.100   | 19        | 2    |
| 15                          | 89     | Jorge Martín      | Ducati  | 22  | +16.422   | 14        | 1    |
| 16                          | 10     | Luca Marini       | Ducati  | 22  | +20.916   | 18        |      |
| 17                          | 27     | Iker Lecuona      | KTM     | 22  | +21.026   | 21        |      |
| 18                          | 21     | Franco Morbidelli | Yamaha  | 22  | +23.892   | 7         |      |
| 19                          | 32     | Lorenzo Savadori  | Aprilia | 22  | +46.346   | 22        |      |
| Ret                         | 73     | Álex Márquez      | Honda   | 13  | Accident  | 16        |      |
| Ret                         | 30     | Takaaki Nakagami  | Honda   | 6   | Accident  | 11        |      |
| Ret                         | 9      | Danilo Petrucci   | KTM     | 0   | Accident  | 20        |      |
| OFFICIAL MOTOGP RACE REPORT |        |                   |         |     |           |           |      |

Nguồn: Trang chủ MotoGP